# زادوریخا
زادوریخا (به لاتین: Zadorikha) یک منطقهٔ مسکونی در روسیه است که در استان آرخانگلسک واقع شده‌است.